# デューダキャンパス
dodaキャンパス（デューダキャンパス）は、株式会社ベネッセi-キャリアが運営する成長支援型ダイレクトリクルーティングサービスである。
ベネッセの高校生・大学生向けサービスとも連携を行っている国内最大規模の新卒ダイレクトリクルーティングサービス。
2017年11月30日にサービススタート。
2021年8月に初めて実施した逆求人型就活サービスにおけるオリコン顧客満足度で第1位を獲得。2022年8月の第二回目でも第1位を獲得し、2年連続で満足度第1位になっている。

## 概要
新卒向け逆求人・オファー・成長支援型ダイレクトリクルーティングサービス。学生は授業・部活・留学・アルバイトなどの学生生活における多様な経験を記録することで、企業からインターンシップや採用のオファーを受けられる。
一方で企業側は多様な経験が記録された学生を閲覧し、従来のサービスでは見つけられなかった魅力的な学生へインターンシップや採用のオファーを送ることができる。 
中途採用では一般的な手法として定着しているが、近年“売り手”の傾向が続く新卒採用においても、優秀な人材に直接アプローチできる手法として注目されている。

## 略歴
2017年7月、株式会社ベネッセホールディングスとパーソルキャリア株式会社（旧社名：株式会社インテリジェンス）の合弁会社で、大学生・社会人を対象に総合的な人材育成事業を行っている株式会社ベネッセi-キャリアが、就職活動を支える新サービスとして『DODAキャンパス』を立ち上げた。
「あなたの努力に、オファーが届く」のコピーとともに、2017年9月の本格稼働に先駆けて7月5日より学生の先行登録を開始した。
2017年11月30日、サービス開始。
2018年10月、「DODA」から「doda（デューダ）」にリブランディング。
関連して「DODAキャンパス」も「dodaキャンパス」表記となり、ブランドロゴも同様に変更された。
2021年8月に「2021年 オリコン顧客満足度®調査」において、「逆求人型就活サービス」ランキングで初代総合第 1 位に選出された。
また、同月付けでdoda キャンパスのサービスおよび同事業を立ち上げた桜井 貴史（さくらい たかふみ）が初代編集長に就任した。
さらに、2021年8月から11月の期間で、株式会社ニューズピックスの提供する共創コミュニティプラットフォーム「NewsPicks Creations」を利用し、「doda キャンパス クリエイティブキャリアサークル」をリリースした。
2022年8月には「2022年 オリコン顧客満足度®調査」において、「逆求人型就活サービス」ランキングで2年連続総合第 1 位に選出された。